# Colchester (Vermont)
Colchester ist eine Town im Chittenden County des Bundesstaats Vermont in den Vereinigten Staaten. Mit 17.524 Einwohnern (laut Volkszählung 2020) ist Colchester die viertgrößte Siedlung Vermonts nach Burlington, Essex und South Burlington.

## Geografie

### Geografische Lage
Colchester liegt im Nordosten des Chittenden Countys, an der Malletts Bay am Ostufer des Lake Champlain am Nordrand des Ballungsraums Burlington. Der Colchester Pond ist der größte See auf dem Gebiet der Town. Im Süden bildet der Winooski River die Grenze zu Burlington. Das Gebiet der Town ist eben, die höchste Erhebung ist der 368 m hohe Brigham Hill

### Nachbargemeinden
Alle Entfernungen sind als Luftlinien zwischen den offiziellen Koordinaten der Orte aus der Volkszählung 2010 angegeben.
- Norden: Milton, 7,3 km
- Nordosten: Westford, 24,1 km
- Osten: Essex, 16,7 km
- Südosten: South Burlington, 5,7 km
- Süden: Burlington, 3,0 km
- Südwesten: Au Sable, New York, 35,0 km
- Westen: Peru, New York, 38,3 km
- Nordwesten: South Hero, 10,2 km

### Klima
Die mittlere Durchschnittstemperatur in Colchester liegt zwischen −7,8 °C (18 °Fahrenheit) im Januar und 20,6 °C (69 °Fahrenheit) im Juli. Damit ist der Ort gegenüber dem langjährigen Mittel der USA um etwa 9 Grad kühler. Die Schneefälle zwischen Mitte Oktober und Mitte Mai liegen mit mehr als zwei Metern etwa doppelt so hoch wie die mittlere Schneehöhe in den USA. Die tägliche Sonnenscheindauer liegt am unteren Rand des Wertespektrums der USA, zwischen September und Mitte Dezember sogar deutlich darunter.

## Geschichte
Das Areal wurde am 7. Juli 1763 durch Benning Wentworth zur Besiedlung freigegeben. Damals wurde die Gegend noch zu New Hampshire gerechnet. Mit der Gründung Vermonts wurde Colchester aber dem neuen Staat zugeordnet. Namensgeber des Ortes war der britische Politiker William Henry Nassau de Zuylestein, der unter anderem den Titel „Baron Colchester“ führte. Die permanente Besiedlung des Gebiets erfolgte ab 1770 unter Ira und Ethan Allen, die im Bereich der heutigen Stadt Winooski eine befestigte Handelsstation errichteten und Land an Siedler vermittelten.
Mit der Eröffnung der Central Vermont Railway im Jahr 1849 begann der wirtschaftliche Aufstieg des Ortes. Als Randgebiet des heutigen Ballungsraums Burlington profitierte Colchester nicht nur vom Export landwirtschaftlicher Produkte, sondern nahm am industriellen Aufschwung des Areals teil.
Mit der Ausgliederung der selbständigen Stadt Winooski am 7. März 1922 verlor Colchester seinen Hauptort; inzwischen hat sich aber Colchester Village zum neuen Hauptort entwickelt.

### Religionen
Drei römisch-katholische Gemeinden, eine episkopale Kirche und eine Niederlassung der United Church of Christ bilden das religiöse Leben der Gemeinde ab.

### Einwohnerentwicklung
| Jahr      | 1700   | 1710   | 1720   | 1730 | 1740 | 1750 | 1760 | 1770 | 1780   | 1790   |
| --------- | ------ | ------ | ------ | ---- | ---- | ---- | ---- | ---- | ------ | ------ |
| Einwohner |        |        |        |      |      |      |      |      |        | 137    |
| Jahr      | 1800   | 1810   | 1820   | 1830 | 1840 | 1850 | 1860 | 1870 | 1880   | 1890   |
| Einwohner | 347    | 657    | 960    | 1489 | 1739 | 2575 | 3041 | 3911 | 4421   | 5143   |
| Jahr      | 1900   | 1910   | 1920   | 1930 | 1940 | 1950 | 1960 | 1970 | 1980   | 1990   |
| Einwohner | 5352   | 6450   | 6627   | 2638 | 3031 | 3897 | 4781 | 8776 | 12.629 | 14.731 |
| Jahr      | 2000   | 2010   | 2020   | 2030 | 2040 | 2050 | 2060 | 2070 | 2080   | 2090   |
| Einwohner | 16.986 | 17.067 | 17.524 |      |      |      |      |      |        |        |

## Wirtschaft und Infrastruktur

### Verkehr
Über die Interstate 89 und den U.S. Highway 2 ist der Ort an das Schnellstraßennetz Nordamerikas angebunden. Zusätzlich ist Colchester durch den nahegelegenen Burlington International Airport auch auf dem Luftweg zu erreichen.

### Tourismus
In den Sommermonaten ist die Mallet Bay, die zu Colchester gehört, ein beliebtes Urlaubsziel für Sommerfrischler aus New York und Neuengland. Sie wird von einer Reihe von Sportboothäfen, Campingplätzen und Hotels gesäumt. Eine ehemalige Bahnstrecke, die vom Südufer der Mallet Bay über einen Erddamm nach South Hero und Alburgh führte, wird heute als Wanderweg durch den See genutzt. Ein jährliches Wettangeln, das am Vatertag stattfindet, zieht regelmäßig bis zu 6.000 Teilnehmer an. Im Ort fanden die Militär-Skiweltmeisterschaft 2001 statt. Die Bucht ist nach einem französischen Captain benannt, der auch nach dem Sieg der Briten über die Franzosen, die Indianerkriege und dem Beginn der britischen Besiedlung hier lebte.

### Öffentliche Einrichtungen
Es gibt kein Krankenhaus in Colchester. Das  University of Vermont Medical Center in Burlington, ist das nächstgelegene Krankenhaus.

### Bildung

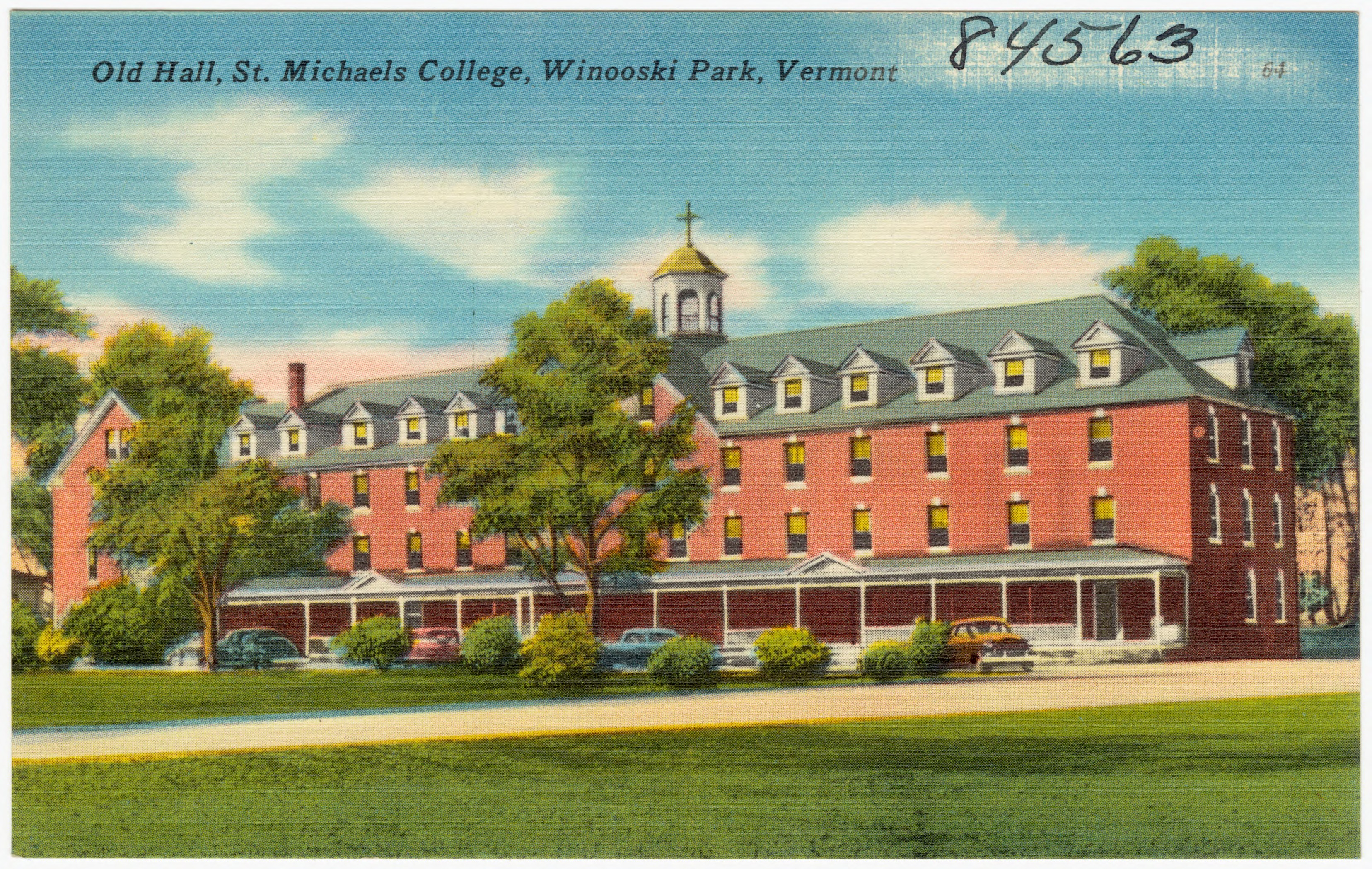
Old Hall, St. Michaels College

Alle Schulformen beginnend bei der Frühkindlichen Erziehung bis einschließlich der High School sind im Ort vertreten. Außerdem ist in Colchester ein Zentrum für schwer erziehbare Kinder angesiedelt.
Das Saint Michael’s College ist eine private, katholische Hochschule.

## Persönlichkeiten

### Persönlichkeiten, die vor Ort gewirkt haben
- Kim Loeffler (* 1972), Triathletin.
- Dan Westover (* 1974), Biathlet.